# 課口
課口（かこう）とは、律令制において課役の負担の義務を有する者を指す。通説においては、租庸調の全てまたは一部を負担する者を指すとされる。
課役を負担しない者を不課口（不課）と呼ぶ。課口が1人でもいる戸を課戸と呼び、反対に1人もいない戸を不課戸と呼ぶ。なお、課口は原則男性のみとされ、女性は対象とはされなかった。また、課口の増減は地方官の査定において重要視された部分の1つであった。
中国・日本ともに戸令によって不課口の範囲が定められ、中国では九品以上の官品を持つ者、20歳以下、老男、廢疾、妻妾、部曲、客女、奴嫂が不課口とされ、日本では、皇親、八位以上の位階を持つ者、16歳以下の男性、蔭子、耆（老男）、癈疾・篤疾（中重度の障害者）、妻妾、女（未婚の娘）、家人、奴婢が不課口とされた。ただし、中国では戸籍上課口でありながら実際には別の規定などで免除の対象とされて租庸調から独立した戸別に賦課されていた税であった差科のみを課した不輸（課見不輸）と呼ばれる層があったものの、日本では差科に相当する雑任役・色役が郡司の職掌とされる（彼らがその職掌のために民衆を駆使することは可能である）か、雑徭などに吸収されたために差科の負担の有無を区別する必要性が無く、不輸が不課に吸収されてしまっている。中国では不輸であった皇親や蔭子が日本では不課とされ、外戚は課口として扱われている（もっとも、当時の日本の後宮制度では、不課と定められている位階を持つ官人や蔭子の家以外から外戚が出る可能性が無かったために問題は生じなかったとされている）。
日本では、課口を更に正丁・次丁・中男（少丁）と区別した。正丁は21歳以上60歳以下の男子、次丁は老丁とも呼ぶ61歳以上65歳以下の男子と残疾と呼ばれる軽度の障害者、中男は17歳以上20歳以下の男子を指す。藤原仲麻呂政権は唐制に準じるとして、757年に中男・正丁の下限を1歳繰り上げて中男18歳・正丁22歳とし、翌年には60歳以上を老丁、65歳以上を耆老として減税を図った。759年には正丁5名以上を持つ父親はその功績によって不課とされた。
なお、課口でも都と畿内の住民は庸は免除されて調も1/2とされ、郡司・初位・里長・舎人・学生・軍毅・兵士などは調のみ、坊長・価長は庸と調のみとされていた。